# Бразильская рогатка
Бразильская рогатка, или изменчивая рогатка (лат. Ceratophrys aurita) — вид лягушек из семейства Ceratophryidae.

## Описание
Представители вида являются одними из самых крупных в роду Ceratophrys, некоторые особи достигают длины до 23 сантиметров, при этом голова составляет примерно треть от размеров животного. Наблюдается половой диморфизм: самки крупнее самцов. Обладают очень сильными челюстями.

## Распространение
Этот вид является эндемиком Юго-Восточной Бразилии.

## Образ жизни
Ведут образ жизни, схожий с другими представителями рода: большую часть времени проводят зарывшись в грунт, оставляя на поверхности лишь голову, и поджидая добычу. Благодаря пропорциональным размерам челюсти способны поглощать грызунов, птиц, а также земноводных и пресмыкающихся размерами лишь немногим меньше себя.
Сезон размножения приходится на период с ноября по март, самка откладывает до 300 икринок.